# 川崎市立菅生中学校
川崎市立菅生中学校（かわさきしりつ すがおちゅうがっこう）は、神奈川県川崎市宮前区菅生2丁目にある公立中学校。

## 沿革
- 1973年（昭和48年）
  - 4月1日 - 創立。校舎は向丘中学校木造校舎を借用し、1学年だけで発足。
  - 4月5日 - 第1回入学式挙行。最初の新入生は203名。
  - 9月10日 - 第1回PTA総会開催。
  - 10月9日 - 生徒会発足。
  - 12月20日 - 新校舎が完成し、向丘中学校木造校舎より移転（普通教室14・特別教室4・管理室12）。
- 1974年（昭和49年）
  - 2月9日 - 体育館にて、開校記念式典挙行。同日、開校記念日を2月10日と定めた。
  - 10月14日 - 体育倉庫、一般倉庫、鉄棒等工事完成。
  - 10月26日 - 第1回文化祭実施。
- 1975年（昭和50年）2月20日 - 第3期校舎増築工事完成（普通教室8・特別教室4）。
- 1976年（昭和51年）
  - 2月10日 - 第4期校舎増築工事完成（普通教室3・特別小教室3）。
  - 3月10日 - 第1回卒業式挙行。最初の卒業生は206名。
- 1977年（昭和52年）3月31日 - 第5期校舎増築工事完成（技術科教室1・普通教室2に転用）。
- 1978年（昭和53年）
  - 4月1日 - 学区の一部が分離し、犬蔵中学校開校。
  - 6月30日 - 校庭整備（校庭拡張、観覧席新設）並びに道路舗装工事完成。
  - 9月2日 - 校庭整備完成祝賀会開催。
- 1979年（昭和54年）3月2日 - ブラスバンド結成祝賀会開催。
- 1980年（昭和55年）3月31日 - 正門および通用門の工事完成。
- 1981年（昭和56年）3月31日 - 正門の造園工事完成。
- 1983年（昭和58年）
  - 10月11日 - 部室新設工事完成。
  - 11月2日 - 体育館にて、創立10周年記念式典挙行。
- 1985年（昭和60年）
  - 4月8日 - 体育倉庫新設工事完成。
  - 8月20日 - テニスコート用地を購入し、整備。
- 1986年（昭和61年）10月8日 - 校舎改修工事完成（木工室、保健室、その他付帯設備）。
- 1987年（昭和62年）
  - 3月31日 - 校舎増築工事完成（金工室、技術科準備室、第1・2相談室、PTA研修室、昇降口渡り廊下、中庭通路、外溝、既存校舎改修）。
  - 8月1日 - 体育倉庫新設工事完成。
- 1988年（昭和63年）7月31日 - 石灰倉庫新設工事完成。
- 1989年（平成元年）3月31日 - 作業室及び職員更衣室・シャワー室新設工事完成。
- 1991年（平成3年）
  - 6月30日 - 夜間照明工事完成。
  - 7月1日 - 夜間校庭開放実施し、夜間管理人室完成。
- 1992年（平成4年）
  - 9月25日 - コンピューター学習室完成。
  - 11月28日 - 体育館にて、創立20周年記念式典挙行。
- 1993年（平成5年）
  - 2月5日 - 体育館にて、創立20周年記念タイムカプセル収納式挙行。
  - 9月14日 - 身障者トイレ設置（B棟1階）。
- 1994年（平成6年）
  - 1月12日 - 防災用スピーカー設置（B棟屋上）。
  - 8月30日 - 事務センター完成。
- 1995年（平成7年）7月21日 - 体育館改築工事開始。
- 1996年（平成8年）4月1日 - 聖マリアンナ医大病院に院内学級開設。
- 1997年（平成9年）2月1日 - 体育館、格技室、プール落成記念式典挙行。
- 1998年（平成10年）
  - 8月28日 - 校舎内掲示板全面張り替え工事完成。
  - 8月31日 - A棟4階窓枠アルミサッシ工事完成。
- 2003年（平成15年）11月15日 - 体育館にて、創立30周年記念式典挙行。
- 2004年（平成16年）3月5日 - 創立30周年記念タイムカプセル収納式挙行。
- 2005年（平成17年）7月31日 - A棟耐震工事。
- 2006年（平成18年）7月31日 - B棟耐震工事。
- 2007年（平成19年）7月23日 - 浄化槽改修工事。
- 2009年（平成21年）
  - 1月6日 - エアコン設置工事開始。
  - 3月23日 - エアコン設置工事終了。
- 2013年（平成25年）11月23日 - ホテルKSPにて、創立40周年記念式典挙行。
- 2017年（平成29年）9月4日 - 学校給食開始。
- 2020年（令和2年）6月1日 - 新型コロナウイルス感染拡大により、臨時休校となっていた学校が再開。

## 教育目標
出典
- 教養ある文化人
- 情操豊かな人
- たくましい実践力
- 強じんな体力

## 部活動
運動部
- 剣道部
- バレーボール部女子
- バスケットボール部男子
- バスケットボール部女子
- サッカー部
- バドミントン部
- 野球部
- 卓球部
- ソフトテニス部男子
- ソフトテニス部女子
- 水泳部
- 陸上競技部

文化部
- 吹奏楽部
- 演劇部
- 創作アート部
- 書道部
- コンピュータ部

## 通学区域
出典
- 犬蔵3丁目（8番1号～8番26号、8番28号～9番17号、9番21号以降）
- 潮見台（全域）
- 菅生1丁目（全域）
- 菅生2丁目（全域）
- 菅生3丁目（全域）
- 菅生4丁目（全域）
- 菅生5丁目（1番～22番、23番30号以降）
- 菅生6丁目（33番、34番、35番11号～35番18号、36番39号～36番43号）
- 菅生ヶ丘（全域）
- 初山1丁目（全域）
- 初山2丁目（1番～8番、9番1号～9番9号、9番23号～10番20号、10番50号、23番1号～23番44号、24番～26番、28番）
- 水沢1丁目（全域）
- 水沢2丁目（全域）
- 水沢3丁目（全域）

## 進学前小学校
- 川崎市立菅生小学校[5]
- 川崎市立稗原小学校

## アクセス
- 菅生中学校バス停下車。
- 菅生中学校バス停の停車系統は、以下の通り。
  - 川崎市営バス「宮05」・「溝16」・「鷺31」の各系統。
  - 東急バス「鷺31」系統。
  - 小田急バス「向11」・「鷺31」の各系統。